# Грудки (Молодечненський район)
Грудки (біл. вёска Грудкі) — село в складі Молодечненського району Мінської області, Білорусь. Село підпорядковане Лебедівській сільській раді, розташоване в західній частині області.